# Péreyres
Péreyres är en kommun i departementet Ardèche i regionen Auvergne-Rhône-Alpes i sydöstra Frankrike. Kommunen ligger  i kantonen Burzet som ligger i arrondissementet Largentière. År 2022 hade Péreyres 49 invånare.

## Befolkningsutveckling
Antalet invånare i kommunen Péreyres
Referens: INSEE